# 12477 Хайку
12477 Хайку (12477 Haiku) — астероїд головного поясу, відкритий 4 березня 1997 року.
Тіссеранів параметр щодо Юпітера — 3,493.